# Aleksine
Aleksine (cyr. Алексине) – wieś w Serbii, w okręgu jablanickim, w gminie Vlasotince. W 2011 roku liczyła 36 mieszkańców.